# Schützenstraße 7 (Bergheim)

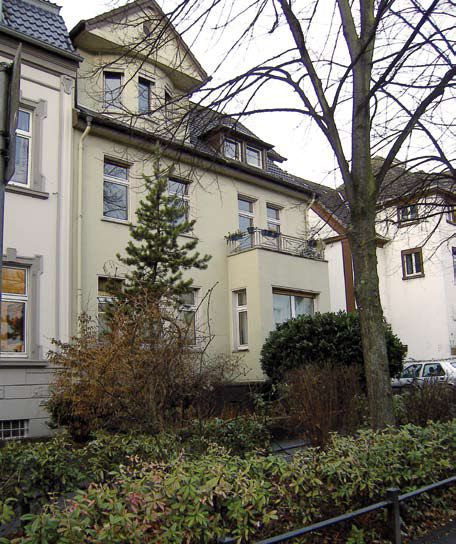
Das historische Haus in der Schützenstraße Nr. 7 in Bergheim

Das historische Haus in der Schützenstraße 7 (auch "Villa Pechstein" genannt) ist ein denkmalgeschütztes Gebäude, welches sich in der Innenstadt der Kreisstadt Bergheim im Rhein-Erft-Kreis in Nordrhein-Westfalen befindet.

## Baugeschichte
In den Jahren 1912/13 ließ der damalige Direktor der Kreiswerke Bergheim, Walter Pechstein, dieses Haus erbauen. Die Pläne hatte Anton Ruland entworfen, die Ausführung übernahm der Elsdorfer Baumeister Heinrich Wolff. Das Gebäude erhielt schon bald den Namen „Villa Pechstein“.
Pechstein war zunächst als Ingenieur beim Bau des Kreiswasserwerkes tätig gewesen. 1906 übertrug ihm der Bergheimer Kreisausschuss die Betriebsleitung des Wasserwerkes. Später war Pechstein technischer Direktor der Kreiswerke Bergheim.